# Bokmål
Bokmål (dejansko »knjižni jezik«) je najpogosteje uporabljana različica norveškega jezika; drugi jezik je nynorsk. Bokmål govori okrog 85% norveškega prebivalstva (če ne upoštevamo posameznih dialektov tega jezika) in je navadno jezik, ki se ga učijo tuji študentje norveščine.

## Pisava in govor
Prva ortografija bokmåla je bila uradno sprejeta leta 1907 pod imenom riksmål, ki se je razvijal od leta 1897. Nastal je kot adaptacija pisanega danskega jezika, ki je bil navadno uporabljan v bivši zvezi Norveške z Dansko in dansko-norveškega jezika koiné, ki ga je govorila norveška urbana elita, posebno v glavnem mestu. Ko je velika koservativna časopisna hiša Aftenposten leta 1923 prevzela ortografijo iz leta 1907, na Norveškem dansko zapisovanje praktično ni bilo v uporabi. Ime bokmål je bilo uradno določeno leta 1929, ko predlog, da bi se pisani jezik imenoval dano-norveščina, ni bil izglasovan zaradi enega samega glasu na glasovanju v Lagtingu (norveškem parlamentu).
Izraz bokmål se uradno nanaša le na pisani jezik bokmål in na njegovo uporabo v medijih. Obstaja namreč veliko dialektov, ki so podobni pisanemu bokmålu.